# Багдад
Багда́д (араб. بغداد‎, курд. بەخدا) — столица Ирака, административный центр мухафазы Багдад.
С населением более 9 млн человек, (2015) он является одним из самых больших городов Ближнего Востока.
Багдад — политический, экономический и культурный центр Ирака. В нём находятся правительство, все центральные государственные и религиозные учреждения и множество дипломатических представительств. Город — важный транспортный узел. В нём также расположены многочисленные высшие учебные заведения, театры, музеи и памятники архитектуры.

## Этимология

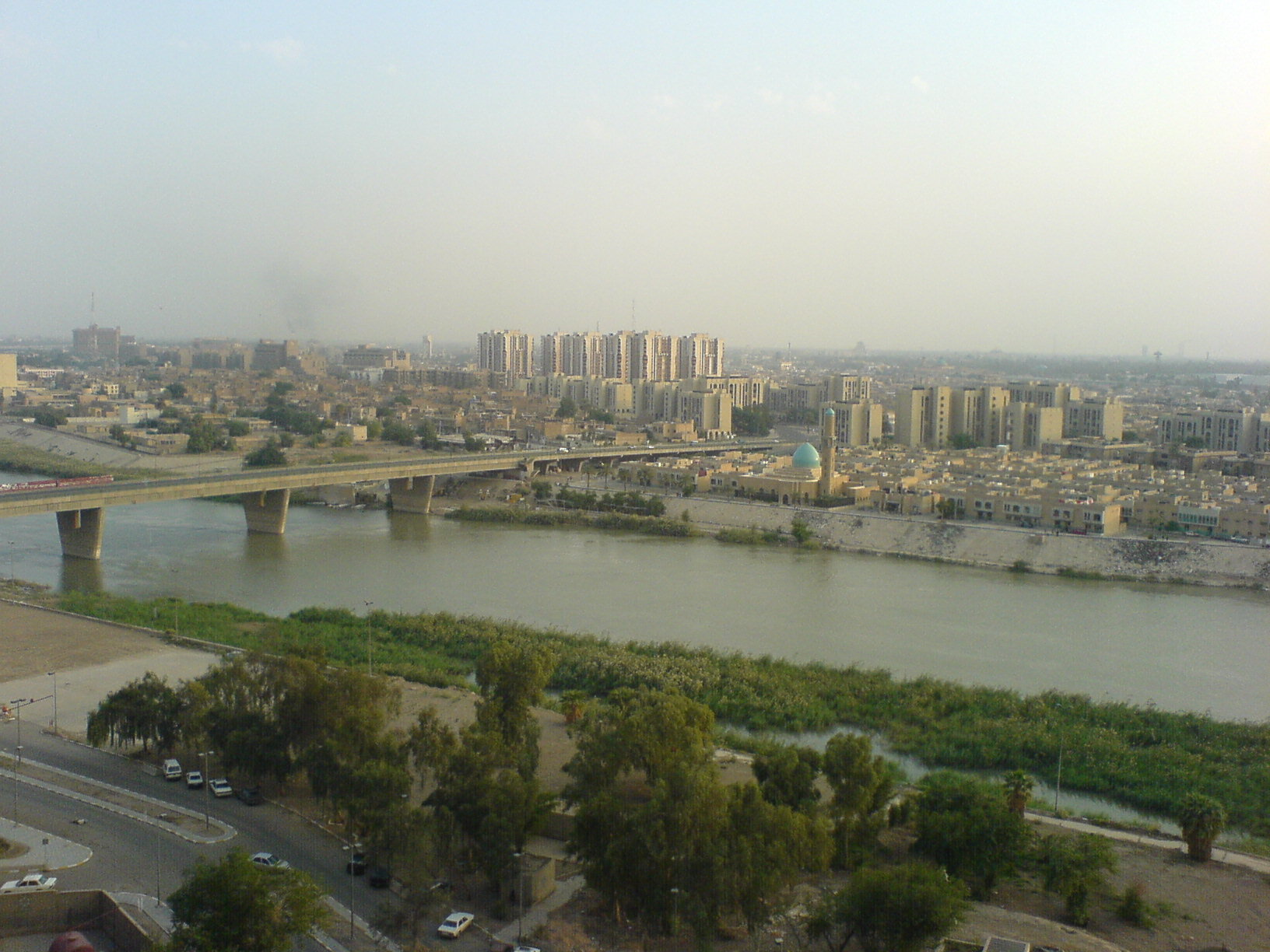
Центр города Багдад

Есть несколько версий происхождения названия города. Наименование «Багдад» встречалось на ассирийских клинописных записях IX века до нашей эры и на отмеченных печатью царя Навуходоносора II вавилонских кирпичах (VI век до н. э.).
Значение поселения Багдад резко возросло со времени его основания халифом Абу Джафар аль-Мансуром. Халиф выбрал название Мадинат ас-Салаам, что в переводе с арабского языка означает «город мира». Это было официальное название, которое чеканилось на монетах и использовалось в других официальных целях, хотя большинство людей продолжали использовать старое название. К XI веку название «Багдад» почти окончательно стало единственным наименованием этого города.
Наиболее широко распространённая версия происхождения названия — из среднеперсидского языка — от слов bagh ( «бог» и dād () «данный», что переводится как «божий дар» или «богом данный». Это значение, в свою очередь, прослеживается и в древнеперсидском языке. Менее распространённая версия связывает название с сочетанием слов bāgh «сад» и dād «данный», что переводится как «подаренный сад», «данный сад».

## Физико-географическая характеристика

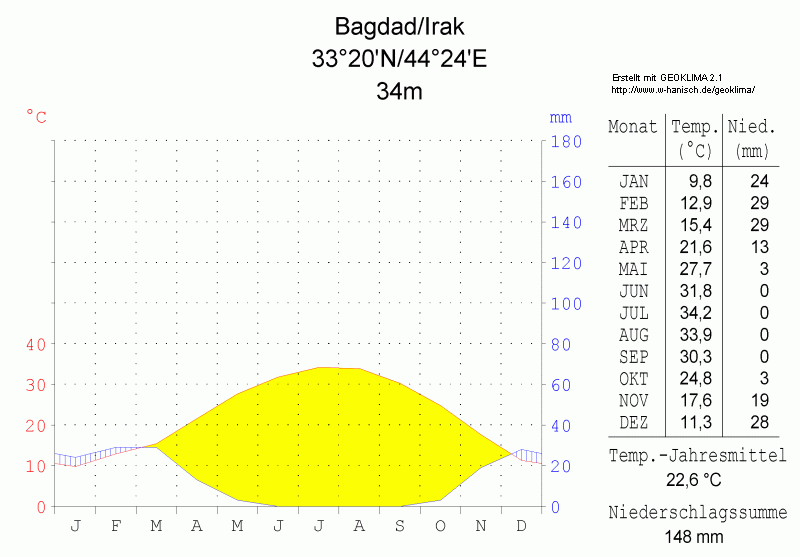
Климатическая диаграмма для Багдада

Багдад расположен почти в центре Ирака, на берегу реки Тигр, неподалёку от устья реки Дияла. Погодные условия в черте города и его окрестностях складываются под влиянием субтропического и средиземноморского климата. В январе средняя температура воздуха составляет около +10 °C, в июле — около +34 °C. Среднегодовой уровень осадков — от 160 до 180 мм. Наибольшее количество осадков выпадает в декабре — январе. Лето длится с мая по октябрь: в это время в Багдаде отмечается очень жаркая, знойная погода (в июле днём температура воздуха в среднем составляет около +43 градусов), дожди крайне редки. Зима длится с декабря по март; максимальная температура воздуха зимой не превышает +18 градусов. Бывали случаи выпадения снега (последний раз такое случилось в январе 2008 года). 21 января 2011 года зафиксированы заморозки: от −1 до −3 °C, что близко к абсолютным минимальным значениям.
В мае-июне отмечаются ветры, дующие с северо-запада; в этот период в Багдаде и его окрестностях часто случаются пыльные и песчаные бури — «хамсины».
Естественная растительность представлена в основном гребенщиком, финиковой пальмой, а в прибрежной зоне — солончаковыми травами, камышом, тростником, ивой. У берегов реки Тигр строят гнёзда водоплавающие птицы, в частности утки, цапли, пеликаны, гуси, в речных водах водятся промысловые рыбы: карп, сом и др. В окрестностях столицы встречаются мелкие грызуны и вараны, много вредных насекомых, особенно москитов и комаров, являющихся переносчиками малярии.
| Показатель                    | Янв. | Фев. | Март | Апр. | Май  | Июнь | Июль | Авг. | Сен. | Окт. | Нояб. | Дек. | Год   |
| ----------------------------- | ---- | ---- | ---- | ---- | ---- | ---- | ---- | ---- | ---- | ---- | ----- | ---- | ----- |
| Абсолютный максимум, °C       | 24,8 | 27,1 | 30,9 | 38,6 | 43,5 | 48,8 | 50,0 | 49,9 | 47,7 | 40,2 | 35,6  | 25,3 | 50    |
| Средний суточный максимум, °C | 15,9 | 18,2 | 24,3 | 31,1 | 37,1 | 41,9 | 44,8 | 46,1 | 41,1 | 35,0 | 27,4  | 18,5 | 31,8  |
| Средняя температура, °C       | 9,7  | 12,0 | 16,6 | 22,6 | 28,3 | 32,3 | 34,8 | 34   | 30,5 | 24,7 | 16,5  | 11,2 | 22,77 |
| Средний суточный минимум, °C  | 3,8  | 5,5  | 9,6  | 15,2 | 20,1 | 23,3 | 25,5 | 24,5 | 20,7 | 15,9 | 9,2   | 5,1  | 14,9  |
| Абсолютный минимум, °C        | −11  | −10  | −5,5 | −0,6 | 8,3  | 14,6 | 22,4 | 20,6 | 15,3 | 6,2  | −1,5  | −8,7 | −11   |
| Норма осадков, мм             | 27,2 | 19,1 | 22,0 | 15,6 | 3,2  | 0,0  | 0,0  | 0,0  | 0,0  | 3,3  | 12,4  | 20,0 | 122,8 |
| Источник: Climatetemp         |      |      |      |      |      |      |      |      |      |      |       |      |       |

| Солнечное сияние, часов за месяц | Солнечное сияние, часов за месяц | Солнечное сияние, часов за месяц | Солнечное сияние, часов за месяц | Солнечное сияние, часов за месяц | Солнечное сияние, часов за месяц | Солнечное сияние, часов за месяц | Солнечное сияние, часов за месяц | Солнечное сияние, часов за месяц | Солнечное сияние, часов за месяц | Солнечное сияние, часов за месяц | Солнечное сияние, часов за месяц | Солнечное сияние, часов за месяц | Солнечное сияние, часов за месяц |
| Месяц                            | Янв                              | Фев                              | Мар                              | Апр                              | Май                              | Июн                              | Июл                              | Авг                              | Сен                              | Окт                              | Ноя                              | Дек                              | Год                              |
| Солнечное сияние, ч              | 192.2                            | 203.3                            | 244.9                            | 244.9                            | 300.7                            | 348.0                            | 347.2                            | 353.4                            | 315.0                            | 272.8                            | 213.0                            | 195.3                            | 3240.8                           |
| -------------------------------- | -------------------------------- | -------------------------------- | -------------------------------- | -------------------------------- | -------------------------------- | -------------------------------- | -------------------------------- | -------------------------------- | -------------------------------- | -------------------------------- | -------------------------------- | -------------------------------- | -------------------------------- |

## История
Небольшие поселения на территории современной иракской столицы, по данным археологических раскопок, существовали уже в XIX—XVIII вв. до н. э.
Багдад был основан на западном берегу реки Тигр 30 июля 762 года и первоначально имел в плане форму круга; строительство города как столицы государства Аббасидов началось по распоряжению халифа Абу Джафар аль-Мансура.
После захвата власти в Арабском халифате Аббасиды решили перенести столицу из Дамаска на восток, ближе к Хорасану, служившему оплотом их сторонникам. Кроме того, новая столица была ближе к географическому центру халифата, значительно расширившего в VII—VIII веках свои восточные пределы.
В IX—X веках Багдад превратился в наиболее крупный культурный и экономический центр ближневосточных территорий. Здесь довольно быстро и успешно развивались ремесленное производство и торговля с другими странами. В Багдад поступали различные продукты и дорогие товары из Аравии, Индии и далёких европейских государств. В исторических документах, составленных арабским учёным Ибн-Хордадбехом в конце IX века, упоминалось о торговых связях Багдада с купцами ар-Рус (русы).
В период правления Аббасидов (VIII—XIII вв.) Багдад являлся столицей Арабского (в некоторых источниках Багдадского) халифата.
После распада государства Аббасидов политическая и административная роль города значительно упала, однако его культурное значение по-прежнему оставалось очень важным для всех арабских стран. Багдад быстро приобрёл статус крупного научного центра: ещё в начале XIII века здесь открылось более 30 библиотек. В 945 году город вошёл в состав владений династии Буидов, с 1055 года находился на территории государства Сельджуков.
В 1258 году в Багдад вторглись монгольские захватчики во главе с ханом Хулагу, разорившие и разрушившие город. Багдад перешёл под контроль Иранского Ильханата Хулагуидов.
С 1356 года по 1411 год Багдад был центром провинции султаната монгольской династии Джалаиридов.
В конце XIV, а затем в начале XV веков Багдад вторгся барласский правитель и завоеватель Тамерлан, в результате чего многие городские постройки были уничтожены, а ценности разграблены. Между 1393 и 1405 годами Багдад входил в империю Тамерлана.
С 1411 года по 1469 год Багдад был центром провинции султаната династии Кара-Коюнлу.
С 1469 года по 1508 год Багдад был центром провинции государства династии Ак-Коюнлу.
С 1508 года по 1523 год Багдад был центром провинции государства династии Сефевидов.
С 1523 года по 1529 год Багдад был во власти курдов.
С 1529 года по 1534 год Багдад вновь был центром провинции государства Сефевидов.
В 1535 году во время турецко-персидской войны Багдад был присоединён к Османской империи.
В 1624 году во время очередной турецко-персидской войны Багдад вновь попал под контроль Сефевидов, но в 1638 году после 40-дневной осады был окончательно присоединён к Османской империи, в составе которой находился вплоть до 1917 года.

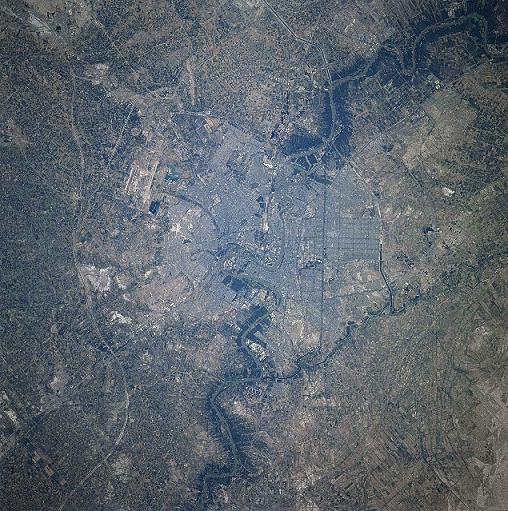
Спутниковый снимок 1996 года

В 1917 году в город вторглись войска Великобритании и оккупировали его территорию. В 1920 году англичане, добившись экономического господства в Ираке, объявили Багдад административным центром подмандатной территории, а в 1921 году, после признания суверенитета государства, Багдад стал столицей Королевства Ирак. В 1923 году в городе был создан Иракский музей, в котором разместились главным образом крупные археологические коллекции — памятники истории и культуры Древнего Вавилона и Ассирии, предметы искусства, обнаруженные на территории Парфянского царства, государства Сасанидов и др.
В 1941 году в обстановке противоборства между пронацистскими и пробританскими силами в городе на короткое время возник вакуум власти. В этой обстановке произошёл кровавый погром, известный под названием Фархуд, в ходе которого погибло не менее 175 человек и сожжены многие дома. Погром стал косвенной причиной массового выезда евреев из Ирака сразу же после войны.
В 1940—1950-х годах в городе многократно проходили массовые народные выступления против империалистической государственной политики, росло национально-освободительное движение, к которому примкнули тысячи жителей столицы. Самые многочисленные народные волнения имели место в Багдаде в 1948, 1949, 1952 и 1954 годах. Революционные события, развернувшиеся в Ираке в середине 1950-х годов, привели к упразднению монархической власти Хашимитов и образованию в июле 1958 года независимой Иракской Республики, столицей которой был провозглашён Багдад. В конце 1960 — начале 1970-х годов в городе была произведена национализация всех промышленных предприятий, за исключением нефтяных. В 1980—1990-х годах в результате военных конфликтов в Персидском заливе (сначала между Ираком и Ираном, а впоследствии между Ираком и Кувейтом) хозяйственно-экономическая деятельность в столице была осложнена.
XXI век
В ходе Иракской войны в апреле 2003 года Багдад был занят боевыми частями армии и морской пехоты США, впоследствии в город вошли воинские подразделения некоторых других стран международной коалиции. Позже оккупационные регулярные иностранные вооружённые силы были выведены, и контроль над городом был передан местной власти, которая по-прежнему использует помощь иностранных военных и полицейских советников.

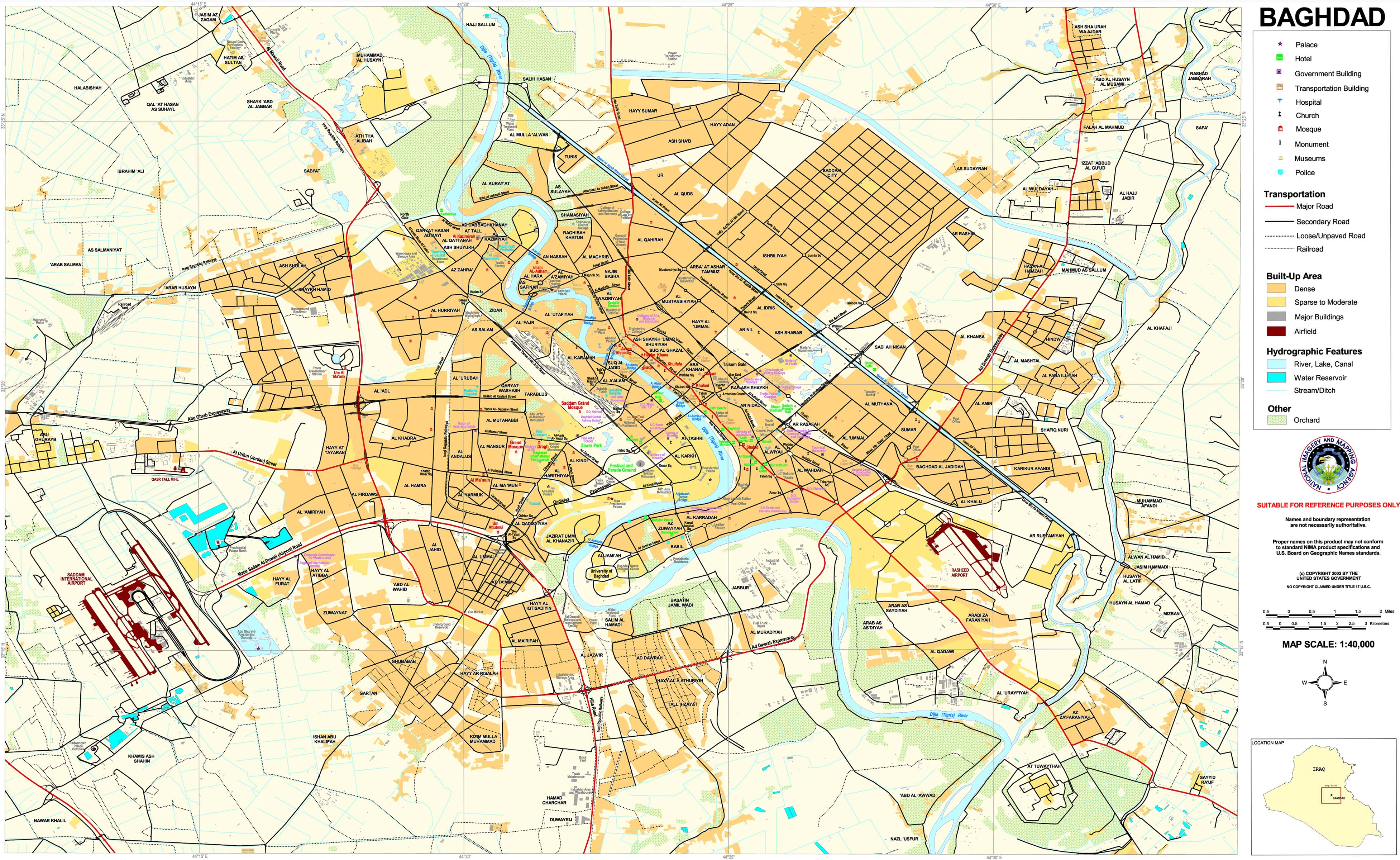
Карта города, 2003 год.

В мае 2003 года в городе состоялась первая крупная манифестация мусульман-шиитов, направленная против действий США и союзников в Ираке. Начавшаяся как партизанская при американской оккупации, и после её окончания в столице, как и во всём Ираке, продолжается война, принявшая очертания террористической.
Несмотря на это, меры по восстановлению разрушенной столицы принимаются, и город постепенно застраивается заново. Пущены пригородные поезда, создаётся наземный Багдадский метрополитен (вместо начатого, но остановленного сооружения подземного метро времён Хуссейна).
В марте 2019 года Багдад был признан худшим в мире городом для жизни по версии международной консалтинговой компании Mercer. Столица Ирака оказалась на последнем 231-м месте сразу после Банги (ЦАР). При составлении рейтинга специалисты агентства учитывали экологию, жилищные условия, общественный транспорт и т. д.

## Население
Город Багдад имеет длинную историю. Территория Багдада в X веке при правлении халифа Аль-Муктадира составляла 43750 джерибов (126 875 км²). Население средневекового Багдада 900 годов оценивают в 900 тысяч человек, а 1100 годов — в 1 миллион 200 тысяч человек.
Численность населения Багдада до начала военных действий США (2003 г.) составляла свыше 5,1 млн человек. Однако в результате гибели части жителей города, а также эмиграции багдадцев в другие города страны и за её пределы, количество городского населения значительно уменьшилось, точных данных на настоящий момент нет. Национальный состав населения города представлен в основном арабами (75 %), а также курдами, турками, ассирийцами, армянами и др. Государственным языком является арабский, широкое распространение имеет и курдский язык, получивший статус официального. Среди верующих жителей Багдада преобладают мусульмане шиитского и суннитского направлений (свыше 90 %), имеется незначительная часть приверженцев христианства.

## Административно-территориальное деление

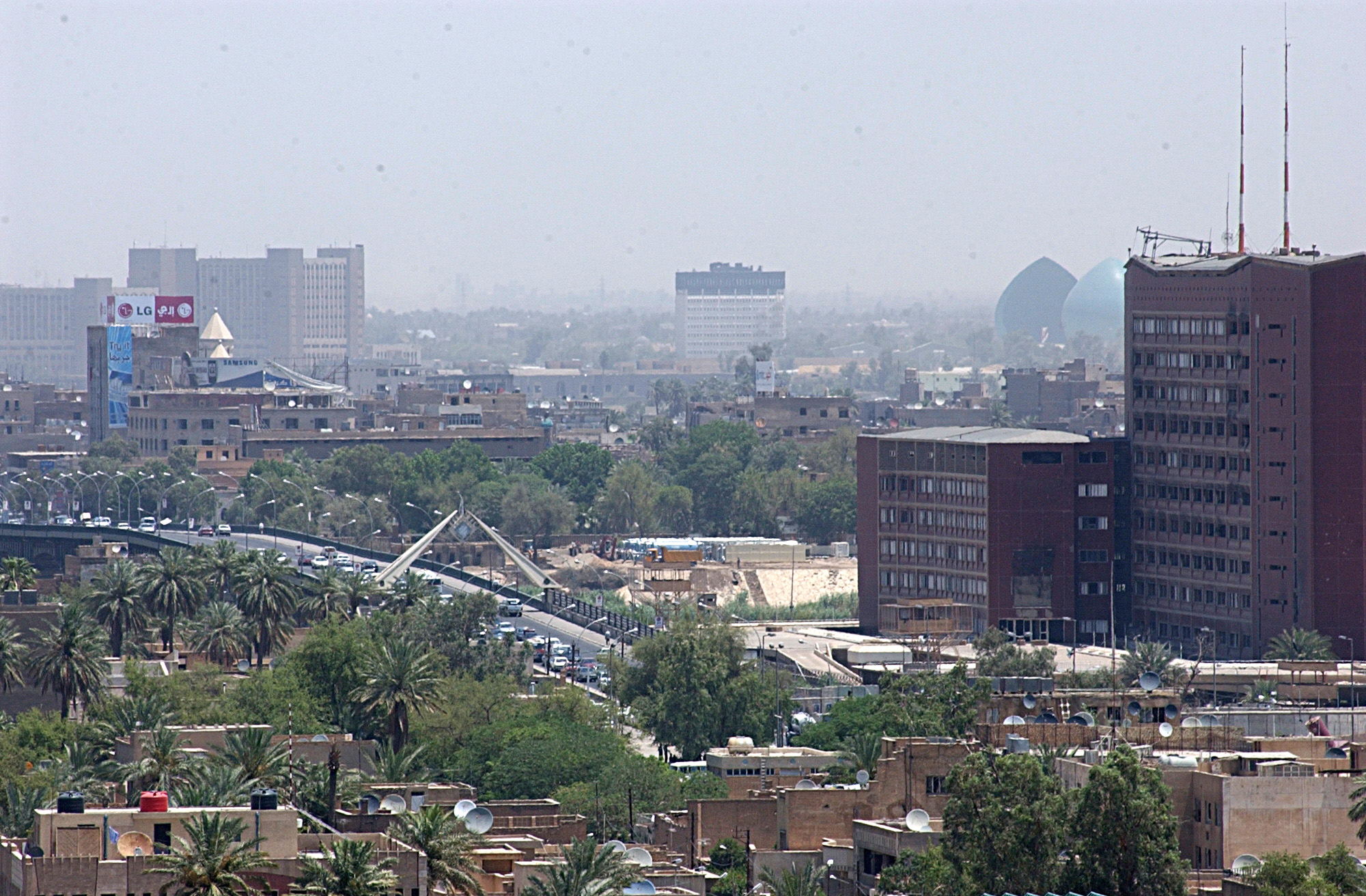
Вид на Багдад из окна отеля Аль-Рашид

Багдад делится на 9 административных районов, которые в свою очередь делятся на 89 микрорайонов. Эти официальные подразделения города служили административными центрами на поставку коммунальных услуг, но до 2003 года не имели политических функций. Начиная с апреля 2003 года, контролируемая США Временная коалиционная администрация начала процесс формирования новых функций для данных подразделений.

## Культурное значение
Создание большинства архитектурных сооружений Багдада, признанных впоследствии культурно-историческими памятниками, относится к XII—XIV векам. В их числе — дворец Аббасидов (конец XII — начало XIII вв.), мавзолей Зубайды (первая половина XIII в.), медресе Мустансирия (XIII в., реконструирован в XX веке), ворота Бао аль-Вастани (первая половина XIII в.), минарет Сук аль-Газаль (вторая половина XIII века), здание караван-сарая хан Марджан (середина XIV в.). В начале XVI века в Багдаде была построена Золотая мечеть, или мавзолей Муссы аль-Кадима. Это сооружение реставрировалось дважды: в XVII веке и в середине XX века.
Среди современных скульптурных произведений — рельефный монумент из камня и бронзы «Революция 14 июня», установленный в 1960 году, и памятник Неизвестному Солдату, который был воздвигнут в 1959 году на проспекте Саадун. В западной части Багдада расположены здания парламента и правительства, а также дворец ар-Рихаб.
В городе построены 3 университета, ряд и институтов и Академия наук; крупнейшей библиотекой Багдада является Публичная; также здесь находится Национальная библиотека и архив Ирака. В 1940—1950 годах был построен мост Эс-Сарафия через реку Тигр, соединивший две части столицы. С 1998 года в районе Мансур стоит мечеть аль-Рахман, стройка которой заморожена с 2003 года.
В Багдаде находятся 6 музейных учреждений: Национальный музей Ирака (археологический), Багдадский музей естественной истории, Музей современного искусства, Иракский военный музей.
Багдад известен и как главный город в сказках «Тысяча и одна ночь».

## Экономика
Штаб-квартира Iraqi Airways («Иракские авиалинии»), национального авиаперевозчика Ирака, расположена в международном аэропорте «Багдад», который находится в 16 км от столицы. В Багдаде располагается также офис и другой авиакомпании — Al-Naser Airlines.
В 2008 году возобновляется строительство Багдадского метрополитена. Он должен соединить центр столицы с пригородом Дора, расположенного южнее Багдада. В мае 2010 года был представлен новый жилищный коммерческий проект под названием «Ворота Багдада». Этот проект не только решает проблему острой потребности в новом жилье в Багдаде, но и является неким настоящим символом прогресса в охваченном войной городе, ибо в Багдаде не было проектов такого масштаба в течение десятилетий.

## В искусстве
- Высказывание «В Багдаде всё спокойно» из фильма «Волшебная лампа Аладдина» стала названием нескольких произведений.
- Одна из композиций Валерия Дидюли называется «Дорога в Багдад»[29].

## Города-побратимы
- Амман, Иордания (1989)
- Бейрут, Ливан[30]
- Дубай, ОАЭ
- Каир (араб. القاهرة‎), Египет
- Саскатун, Канада